# Мария Габриэлла Баварская
Герцогиня Мария Габриэлла Баварская (Мария Габриэлла Матильда Изабелла Тезеза Антуанетта Сабина, 9 октября 1878 — 24 октября 1912) — принцесса Баварская по рождению и по браку, супруга кронпринца Рупрехта Баварского.

## Биография
Мария Габриэлла родилась в семье герцога Карла Теодора Баварского и его второй жены португальской инфанты Марии Жозе, дочери свергнутого короля Мигеля I и Аделаиды Лёвенштейн-Вертгейм-Розенбергской. Сестра Марии Елизавета стала королевой Бельгии, супругой короля Альберта I.
10 июня 1900 года в Мюнхене она вышла замуж за своего троюродного брата принца Рупрехта Баварского. Он был сыном принца-регента, позже короля Баварии Людвига III и Марии Терезы Австрийской.
После свадьбы пара стала много путешествовать. Они посетили Японию и Соединённые Штаты в 1903 году. Домой Мария писала письма, в которых подробно рассказывала обо всём увиденном. Как и её родители, она любила природу, увлекалась чтением и написанием стихов, музыкой. Будучи в Японии, она сильно заболела. По возвращении домой ей была сделана операция по удалению аппендицита. Операция прошла успешно и принцесса поправилась.
Мария Габриэлла умерла в 1912 году от почечной недостаточности. Через год её супруг стал наследным принцем Баварии, так как его отец стал королём Баварии под именем Людвига III. Мария Габриэлла была похоронена в Театинеркирхе Мюнхена рядом с её умершими детьми. Лишь сын Альбрехт прожил долгую жизнь. Через 5 лет Рупрехт женился во второй раз на принцессе Антонии Люксембургской.

### Дети
- Луитпольд (1901—1914) умер от полиомиелита.
- Ирмигарт Мария Тереза (1902—1903) умерла от дифтерии.
- Альбрехт (1905—1996).
- Рудольф (1909—1912).